# 1904年ウィンブルドン選手権
1904年 ウィンブルドン選手権（1904ねんウィンブルドンせんしゅけん、The Championships, Wimbledon 1904）に関する記事。イギリス・ロンドン郊外にある「オールイングランド・ローンテニス・アンド・クローケー・クラブ」にて開催。

## 大会の流れ
- 男子シングルスは1878年、女子シングルスは1886年から「チャレンジ・ラウンド」（Challenge Round, 挑戦者決定戦）と「オールカマーズ・ファイナル」（All-Comers Final）方式で優勝を決定していた。大会前年度優勝者を除く選手は「チャレンジ・ラウンド」に出場し、前年度優勝者への挑戦権を争う。前年度優勝者は、無条件で「オールカマーズ・ファイナル」に出場できる。チャレンジ・ラウンドの勝者と前年度優勝者による「オールカマーズ・ファイナル」で、当年度の選手権優勝者を決定した。
- 初期のウィンブルドン選手権のように、外国人出場者が少なかった時期は、地元イギリス人選手の国旗表示を省略する。
- 女子ダブルスと混合ダブルスは、最初は「選手権公認外競技」（Non-Championship Event）として扱われた。これは公式競技ではないため、ウィンブルドン選手権の優勝記録表には含まれていないが、日本語版の本記事では女子ダブルスと混合ダブルスの「選手権公認外競技」の結果も記載する。

## 大会前年度優勝者
- 男子シングルス：ローレンス・ドハティー
- 女子シングルス：ドロテア・ダグラス
- 男子ダブルス：レジナルド・ドハティー＆ローレンス・ドハティー

## 男子シングルス

### チャレンジラウンド
準々決勝
- フランク・ライスリー vs. アーサー・ゴア　3-6, 6-1, 3-6, 6-4, 6-3
- シドニー・スミス vs. ジョージ・カリディア　7-5, 8-6, 6-3
- ジョシア・リッチー vs.  ルメール・ド・ワージー　6-1, 8-6, 6-4
- パウル・ド・ボーマン vs. ロバート・マクネアー　6-0, 6-4, 6-4

準決勝
- フランク・ライスリー vs. シドニー・スミス　7-5, 5-7, 8-6, 5-7 （途中棄権）
- ジョシア・リッチー vs.  パウル・ド・ボーマン　6-3, 6-1, 6-1

決勝
- フランク・ライスリー vs. ジョシア・リッチー　6-0, 6-1, 6-2

### オールカマーズ決勝
- ローレンス・ドハティー vs. フランク・ライスリー　6-1, 7-5, 8-6　（L・ドハティーが本大会の優勝者になる）

## 女子シングルス

### チャレンジラウンド
準々決勝
- シャーロット・クーパー・ステリー vs. エディット・グレビル　8-6, 9-7
- アンジェラ・グリーン vs. ジョーン・ウィンチ　6-4, 6-4
- アグネス・モートン vs. ウィニフレッド・ロングハースト　6-1, 6-4
- コンスタンス・ウィルソン vs. E・L・ボスワース　6-3, 6-4

準決勝
- シャーロット・クーパー・ステリー vs. アンジェラ・グリーン　6-2, 6-1
- アグネス・モートン vs. コンスタンス・ウィルソン　3-6, 6-4, 8-6

決勝
- シャーロット・クーパー・ステリー vs. アグネス・モートン　6-3, 6-3

### オールカマーズ決勝
- ドロテア・ダグラス vs. シャーロット・クーパー・ステリー　6-0, 6-3　（ダグラスが本大会の優勝者になる）

## 決勝戦の結果
男子シングルス
- ローレンス・ドハティー vs. フランク・ライスリー　6-1, 7-5, 8-6　［オールカマーズ決勝］

女子シングルス
- ドロテア・ダグラス vs. シャーロット・クーパー・ステリー　6-0, 6-3　［オールカマーズ決勝］

男子ダブルス
- レジナルド・ドハティー＆ローレンス・ドハティー vs. シドニー・スミス＆フランク・ライスリー　6-1, 6-2, 6-4　［オールカマーズ決勝］

女子ダブルス
- エセル・トムソン＆ウィニフレッド・ロングハースト vs. シャーロット・クーパー・ステリー＆ドロテア・ダグラス　6-4, 3-6, 7-5　［選手権公認外競技］

混合ダブルス
- シドニー・スミス＆エセル・トムソン vs. ウィルバーフォース・イーブズ＆ジョーン・ウィンチ　7-5, 12-10　［選手権公認外競技］